# Cộng hòa Hatay
Cộng hòa Hatay (tiếng Thổ Nhĩ Kỳ: Hatay Devleti, tiếng Pháp: État du Hatay, tiếng Ả Rập: دولة خطاي Dawlat Khaṭāy) là một thực thể chính trị chuyển tiếp đã tồn tại từ ngày 7 tháng 9 năm 1938, đến ngày 29 tháng 6 năm 1939, trên lãnh thổ của Sanjak của Alexandretta.

## Lịch sử

### Lý lịch
Trước đây là một phần của Aleppo Vilayet của Đế chế Ottoman, Sanjak của Alexandretta đã bị Pháp chiếm đóng vào cuối Thế chiến I và là một phần của Ủy ban Pháp tại Syria.
Sanjak của Alexandretta là một sanjak tự trị từ năm 1921 đến năm 1923, là kết quả của Hiệp ước Pháp-Thổ của Ankara, vì nó có một cộng đồng lớn người Thổ Nhĩ Kỳ cũng như dân số Ả Rập và Armenia. Sau đó, nó được trực thuộc Nhà nước Aleppo, sau đó vào năm 1925, nó được trực thuộc Nhà nước Syria, vẫn với một tình trạng hành chính đặc biệt.
Nhà lãnh đạo Thổ Nhĩ Kỳ Mustafa Kemal Atatürk từ chối chấp nhận Sanjak của Alexandretta là một phần của Ủy ban và, trong một bài phát biểu vào ngày 15 tháng 3 năm 1923 tại Adana, ông đã mô tả Sanjak là "Một quê hương nơi người Thổ Nhĩ Kỳ sống trong nhiều thế kỷ và không thể bị giam cầm dưới tay kẻ thù". Chính sách của Thổ Nhĩ Kỳ nhằm sát nhập Sanjak của Alexandretta khi nhiệm vụ của Pháp tại Syria hết hạn vào năm 1935. Người Thổ ở Alexandretta đã khởi xướng cải cách theo phong cách của Atatürk, và thành lập nhiều tổ chức và thể chế khác nhau để thúc đẩy ý tưởng liên minh với Thổ Nhĩ Kỳ.

### Sự thôn tính
Vào ngày 7 tháng 7 năm 1939, Đại Quốc hội Thổ Nhĩ Kỳ đã thông qua đạo luật thành lập tỉnh Hatay và hợp nhất các huyện của tỉnh Adana (sau đó là tỉnh Seyhan) và tỉnh Gaziantep. Đến ngày 23 tháng 7 năm 1939, những dấu tích cuối cùng của chính quyền Ủy trị Pháp đã rời khỏi Antakya, và lãnh thổ này được sát nhập hoàn toàn vào Thổ Nhĩ Kỳ. Kết quả là một chuyến bay của nhiều người Ả Rập và Armenia đến Syria. Dân số Armenia trong khu vực là những người sống sót sau Cuộc diệt chủng Armenia, những người đã chạy trốn cuộc sống của họ đến Ủy ban của Pháp ở Syria và do đó không thể suy tính chủ quyền của Thổ Nhĩ Kỳ.

## Nền văn hóa phổ biến
Cộng hòa Hatay được sử dụng trong bộ phim Indiana Jones và Cuộc Thập tự chinh cuối cùng làm địa điểm của Hẻm núi của Mặt trăng lưỡi liềm hư cấu, nơi yên nghỉ của Chén Thánh.